# Sturt Stony Desert

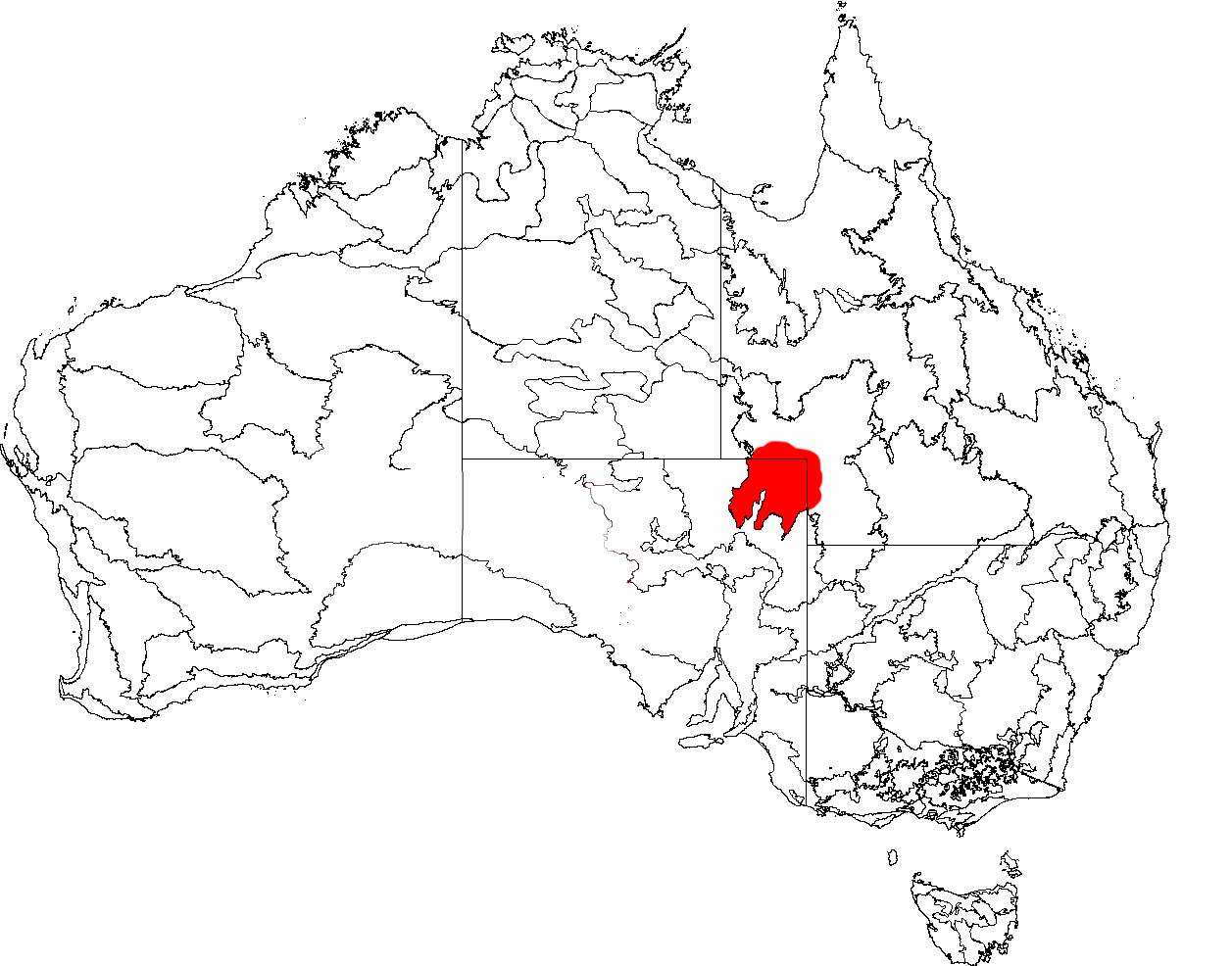
Sturt Stony Desert

Sturt Stony Desert – podzwrotnikowa pustynia kamienista położona w północno-wschodniej części Australii Południowej. Pustynia została odkryta przez Charlesa Sturta w 1844 r., podczas jego wyprawy mającej na celu dotarcie do środka geograficznego Australii. Pustynia zajmuje powierzchnię 52 000 km², średnie roczne opady wynoszą 130 mm.